# Cabo Verde (Minas Gerais)
Cabo Verde is een gemeente in de Braziliaanse deelstaat Minas Gerais. De gemeente telt 14.042 inwoners (schatting 2009).

## Aangrenzende gemeenten
De gemeente grenst aan Areado, Botelhos, Divisa Nova, Monte Belo, Muzambinho en Caconde (SP).